# Kế hoạch đào tẩu 2: Địa ngục
Kế hoạch đào tẩu 2: Địa ngục (tên gốc tiếng Anh: Escape Plan 2: Hades) là phim điện ảnh hành động năm 2018 do Steven C. Miller đạo diễn. Đây là phần phim tiếp nối của bộ phim Vượt ngục ra mắt năm 2013, với sự tham gia diễn xuất của Sylvester Stallone và Curtis "50 Cent" Jackson với các vai diễn cũ trong phần phim đầu, cùng với Dave Bautista, Huỳnh Hiểu Minh, Jaime King, Jesse Metcalfe, Titus Welliver và Wes Chatham vào vai các nhân vật mới. Phim được phát hành dưới định dạng DVD tại Mỹ và được chiếu rạp tại Nga vào ngày 28 tháng 6 năm 2018. Tại Trung Quốc và Việt Nam, phim bắt đầu được khởi chiếu từ ngày 29 tháng 6 năm 2018.
Sau khi ra mắt, Kế hoạch đào tẩu 2: Địa ngục trở thành một thất bại kể cả về mặt thương mại lẫn chuyên môn. Phim thu về 14 triệu USD so với kinh phí 20 triệu USD. Dù vậy, phần phim thứ ba mang tên Escape Plan 3: Devil's Station vẫn được sản xuất và lên lịch phát hành.

## Nội dung
Sau khi thoát khỏi nhà ngục The Tomb ở phần một, chuyên gia tẩu thoát Ray Breslin nay trở thành người dẫn dắt một nhóm đặc nhiệm chuyên giải cứu con tin khỏi bọn khủng bố. Trong một lần tìm kiếm tung tích người anh trai tại Thượng Hải, thành viên Shu bị những kẻ lạ mặt bắt cóc và đưa tới một nhà ngục nằm dưới lòng đất có tên Hades. Tại chốn “địa ngục” ấy, các tù nhân bị xem là động vật, phải đánh lộn để đổi lấy lương thực và tiện nghi trong buồng giam.
Sau Shu, nhiều thành viên khác của toán đặc nhiệm lần lượt bị gài bẫy và rơi vào Hades. Lúc này, Ray buộc phải liên thủ với tay đồng sự ngày trước, Trent DeRosa, nhằm lên kế hoạch đột nhập Hades và giải cứu nhóm học trò.

## Diễn viên
- Sylvester Stallone vai Ray Breslin
- Dave Bautista vai Trent DeRosa
- Huỳnh Hiểu Minh vai Shu Ren
- Jaime King vai Abigail Ross
- Curtis "50 Cent" Jackson vai Hush
- Jesse Metcalfe vai Luke Walken
- Wes Chatham vai Jaspar Kimbral
- Titus Welliver vai Gregor Faust
- Shea Buckner vai Larry
- Lydia Hull vai Jules
- Chen Tang vai Yusheng Ma
- Tyron Woodley vai Akala
- Pete Wentz vai Bug

## Sản xuất
Công tác sản xuất cho phim được công bố vào tháng 10 năm 2016, với Sylvester Stallone trở lại với vai diễn trong phần phim đầu. Tháng 2 năm 2017, các nguồn tin cho biết Steven C. Miller sẽ chịu trách nhiệm đạo diễn bộ phim, và có khả năng cao là Arnold Schwarzenegger sẽ tiếp tục tham gia vào phần phim này. Công ty sản xuất Trung Quốc Leomus Pictures là nhà đồng tài chính của phim. Tháng 3 năm 2017, Dave Bautista, Jaime King và 50 Cent xác nhận vai diễn của mình trong phim, cùng với Jesse Metcalfe, Pete Wentz và Wes Chatham công bố vào tháng sau đó. Từ ngày 22 tháng 3, phim được bấm máy tại Atlanta, Georgia, và Stallone có chia sẻ một đoạn video hậu trường có tiết lộ tựa đề của bộ phim, đồng thời cho biết phần phim thứ ba cũng đang trong quá trình phát triển. Tyron Woodley được xác nhận tham gia bộ phim vào tháng 4 năm 2017.

## Đón nhận
Trên hệ thống tổng hợp kết quả đánh giá Rotten Tomatoes, phim nhận được đánh giá tiêu cực với chỉ 10% lượng đồng thuận dựa theo 20 bài đánh giá, với điểm trung bình là 2,6/10. David Ehrlich từ tờ IndieWire cho bộ phim điểm "D–" với bình luận: "Địa ngục có thể quy tụ nhiều ngôi sao, nhưng sẽ chẳng có ngôi sao nào trên thế giới có thể cứu rỗi sự vô nghĩa, rẻ rúng và tự hạ thấp bản thân của thương hiệu này. Kể cả Arnold Schwarzenegger, người đóng cặp với Stallone trong phần phim đầu, cũng không thể cứu bộ phim này khỏi sự nhạt nhẽo của nó."

## Phần tiếp nối
Tháng 4 năm 2017, phần phim thứ ba bắt đầu những bước đầu tiên trong công tác phát triển, với Stallone tiếp tục ký kết để trở lại với vai diễn Ray Breslin. Dave Bautista cũng tham gia dự án này, với tựa đề Escape Plan 3: Devil's Station, và được bắt đầu bấm máy từ tháng 9 năm 2017.